# 25 Sextantis
25 Sextantis, eller SS Sextantis, är en roterande variabel av Alfa2 Canum Venaticorum-typ (ACV) i Sextantens stjärnbild.
25 Sextantis varierar mellan visuell magnitud +5,94 och 5,98 med en period av 4,37 dygn. Den befinner sig på ett avstånd av ungefär 340 ljusår.